# NGC 6419
NGC 6419 (również PGC 60543 lub UGC 10924) – galaktyka spiralna (Sa), znajdująca się w gwiazdozbiorze Smoka. Odkrył ją Lewis A. Swift 17 sierpnia 1883 roku.